# Transparente (manzana)
Transparente es el nombre de una variedad cultivar de manzano (Malus domestica). Esta manzana está cultivada en la colección de la Estación Experimental Aula Dei (Zaragoza) con n.º de accesión 3377. Así mismo está cultivada en la colección del Banco de Germoplasma del manzano de la Universidad Pública de Navarra con el N.º BGM281; ejemplares procedentes de esquejes localizados en Cáseda (merindad de Sangüesa, en la Comarca de Sangüesa, Navarra).

## Sinónimos
- "Manzana Transparente",[7]
- "Transparente Sagarra",[8][9][10][11][12]

## Características
El manzano de la variedad 'Transparente' tiene un vigor medio. El árbol tiene tamaño medio y porte desplegado, con tendencia a ramificar baja, con hábitos de fructificación en ramos cortos y largos; ramos con pubescencia ausente o muy débil; presencia de lenticelas muy escasa; grosor de los ramos grueso; longitud de los entrenudos media.
Tamaño de las flores medias, inicio de la floración muy precoz, con una duración de la floración corta. Incompatibilidad de alelos S2 S3 S9.
Las hojas tienen una longitud del limbo de tamaño pequeño, con color verde oscuro, pubescencia presente, con la superficie poco brillante. Forma del limbo es lanceolado, forma del ápice apicular, forma de los dientes serrados, y la forma de la base del limbo redondeado. Plegamiento del limbo con porte erguido; estípulas filiformes; longitud del pecíolo largo.
La variedad de manzana 'Transparente' tiene un fruto de tamaño pequeño, de forma aplastada; con color de fondo verde amarillento, con sobre color de importancia bicolor, color del sobre color naranja, reparto del sobre color en placas continuas, y una sensibilidad al "russeting" (pardeamiento áspero superficial que presentan algunas variedades) débil; con una elevación del pedúnculo a nivel, grosor de pedúnculo fino, longitud del pedúnculo medio, anchura de la cavidad peduncular es media, profundidad cavidad pedúncular grande, importancia del "russeting" en cavidad peduncular media; profundidad de la cavidad calicina es media, anchura de la cavidad calicina es media, importancia del "russeting" en cavidad calicina es débil; apertura de los lóbulos carpelares están parcialmente abiertos; apertura del ojo parcialmente abierto; color de la carne verdosa; acidez débil, azúcar medio, y firmeza de la carne media.
Época de maduración y recolección muy temprana. Se trata de una variedad productiva, tiende a dar cosechas numerosas cada dos años (contrañada);  conviene aclarar la producción cuando estén en flor o el fruto sea pequeño, para que dé buenos frutos anualmente. Se usa como manzana de mesa, y también como manzana de cocina.

## Susceptibilidades
- Oidio: ataque fuerte
- Moteado: ataque medio
- Fuego bacteriano: ataque débil
- Carpocapsa: ataque medio
- Pulgón verde: ataque medio
- Araña roja: ataque débil[4][14]